# Chrono Resurrection
Chrono Resurrection, también conocido como Chrono Trigger: Resurrection, es un fangame sin fines de lucro y sin lanzar desarrollado por el equipo estadounidense Resurrection Games bajo la dirección de Nathan Lazur. Está basado en el aclamado videojuego de rol para Super NES Chrono Trigger de la compañía japonesa Square. En principio, el proyecto llevaba el nombre CT64 e iba a ser una nueva versión del juego original para la consola Nintendo 64, con modos de juego tanto en 2D como en 3D.
Tras una primera interrupción en el desarrollo, el proyecto fue redefinido como un corto demo interactivo para computadoras equipadas con Windows. Se reclutaron nuevos miembros, incluyendo artistas y diseñadores profesionales, para trabajar en él, que presentarían diez escenas de Chrono Trigger y a la mayoría de los personajes. El proyecto fue cerrado públicamente en 2004 tras una orden de cese y desista enviada por Square Enix a Resurrection Games por violación de marca registrada y derechos de autor. A pesar del cierre del proyecto, recibió elogios tanto del público como de la crítica.

## Versión de Nintendo 64
Nathan Lazur inicialmente planeó crear una nueva versión de Chrono Trigger para la Nintendo 64, llamada CT64, usando herramientas homebrew GNU. Su motivación surgió en 1999 cuando jugaba a Chrono Trigger y a Super Mario 64. La nueva versión, desarrollada por un equipo de cuatro personas, fue el primer intento de crear un título completo. El juego iba a tener dos modos de juego y el mismo sistema de batallas que el original.
El primer modo presentaría gráficos 2D y hechizos y efectos de batalla en gráficos mejorados pre-renderizados en 3D. Algunos de los efectos creados por Lazur dependían más de la programación del software que del hardware de la Nintendo 64, ya que no podría renderizarlos directamente. El segundo modo sería jugable por completo en 3D, tanto en resolución regular como en alta, y presentaría diferentes niveles de detalle de las texturas, que dependerían de la distancia de la cámara para maximizar claridad y rendimiento. Ambos modos estarían en una perspectiva top-down, aunque se habían considerado algunos ángulos más cinemáticos, similares a los del videojuego The Legend of Zelda: Ocarina of Time, para el modo en 3D.
También se planeó presentar una galería que le permitiría al jugador desbloquear material extra dependiendo de su progreso en el juego. En ella encontraría ilustraciones hechas por fanáticos y música, así como minijuegos, incluyendo un juego de cartas similar al Triple Triad de Final Fantasy VIII. Se esperaba que fuese lanzado gratuitamente por Internet para jugarlo en un emulador de consola, ya no habría una versión de cartucho por los costos financieros. Sólo se completó una prueba en 3D que semifuncionaba. El proyecto se discontinuó a mediados de 2000 por una serie de factores, entre los que se encontraba la pérdida accidental de los datos de Lazur y a su deseo de mejorar sus habilidades de programación.

## Segunda versión

### Desarrollo
La segunda versión del proyecto, llamada tentativamente Chrono Trigger: Brink of Time y luego Chrono Resurrection, se comenzó a desarrollar en abril de 2003. Lazur dio varias razones para explicar su voluntad de retomar el proyecto, incluyendo su experiencia programando para la VMU de la Sega Dreamcast, para el desarrollador DC Studios, y el haber jugado a Chrono Cross, la secuela oficial de Chrono Trigger para la PlayStation. A diferencia de CT64, la segunda versión sería un demo corto desarrollado en un motor multiplataforma con un solo modo 3D. La versión para Windows iba a ser lanzada gratuitamente por Internet, mientras que se iban a reservar puertos de GameCube y Xbox para los desarrolladores oficiales con acceso a kits de desarrollo de cualquiera de las dos consolas.
El nuevo equipo fue, mayormente, reclutado en el sitio web para desarrolladores Gamasutra y trabajó en un pequeño estudio en el apartamento de Lazur en Montreal, Canadá. Estaba compuesto de nueve miembros, la mayoría de los cuales tenía cerca de dos años y medio de experiencia en la industria. Lazur admitió que comenzó a enfocarse seriamente en la calidad del demo cuando el director artístico Luis Martin se unió al proyecto. Entre los otros diseñadores profesionales se encontraban Moise Breton, un artista 3D que había trabajado en modelos de personajes para la película The Matrix Reloaded, y Michel Cadieux, un animador que había trabajado para la compañía Microïds. Se encontraron con algunas dificultades en el desarrollo del motor del juego, ya que Lazur era el único programador y había empezado de cero.
Las pistas musicales del demo fueron compuestas por Mathew Valente, que estaba en el proyecto desde su versión para Nintendo 64, y consistían en arreglos a la banda sonora original de Chrono Trigger, compuesta por Yasunori Mitsuda, Nobuo Uematsu y Noriko Matsueda. La mayoría de estos arreglos fueron creados en formato Impulse Tracker y luego convertidos a MIDI y mejorados con varias herramientas.

### Contenido
El equipo trató de capturar el sentido del juego original con mejoras gráficas y sonoras en el demo, que presentaría diez escenas interactivas cortas de Chrono Trigger. A pesar de varios pedidos de los fanáticos, no trataron de crear una nueva versión completa del original, ya que no tenían los recursos necesarios y creían que el resultado no estaría a la altura de los títulos de Square Enix. Para que las escenas pudiesen fluir mejor de una a la otra, tuvieron que alterar ligeramente la historia del juego.
El demo se iba a jugar usando a ciertos personajes predeterminados, pudiendo desbloquear a otros para un mayor valor de rejuego. Debido a los límites de tiempo, el equipo esperaba que dos de los siete personajes del original, Robo y Ayla, tuviesen un 50 % de probabilidades de aparecer. Los artistas y animadores tuvieron ciertas dificultades en reproducir los personajes debido a las diferencias de estilo entre los sprites, el material gráfico y las secuencias de anime de la versión de PlayStation. Sin embargo, declararon que pudieron sobrepasar estos obstáculos e incluyeron un poco de su estilo en el juego.

## Clausura y repercusiones
Originalmente, estaba planeado que Chrono Resurrection fuese lanzado para las navidades de 2004. Sin embargo, Square Enix envió una carta de cesar y desistir a Resurrection Games antes del lanzamiento por violación de marca y derechos de autor. Al encontrarse frente a amenazas de acciones legales en su contra, el proyecto fue cerrado públicamente el 6 de septiembre de 2004. De acuerdo con el equipo de desarrollo, el sitio del proyecto había recibido numerosas entradas de direcciones IP japonesas provenientes de Square Enix durante un periodo de tres meses antes de la carta. Asumieron que la mayoría de las visitas eran de empleados más que de ejecutivos y esperaban que la compañía viera el demo como ellos lo veían, un tributo a Chrono Trigger, y no un reemplazo.
Los sitios de videojuegos 1UP.com y GameSpot dijeron que la segunda versión del proyecto era «ambiciosa» y alabaron sus gráficos, haciendo notar que el estilo de arte era muy fiel al del diseñador de personajes original, Akira Toriyama. El sitio Nintendo World Report elogió sus gráficos y música y dijo que la calidad del trabajo artístico era «profesional». 1UP.com juzgó que la clausura del proyecto era «desafortunada» pero deducía que Square Enix no podía dejar abierta la posibilidad de una nueva versión competitiva de Chrono Trigger. GameSpot también expresó su desilusión respecto a la decisión de Square Enix, señalando que con el hecho de no haber nuevas noticias sobre otra secuela oficial, los fanáticos de la saga Chrono «habían sido ignorados».
Los fanáticos crearon varias peticiones por Internet con el fin de presionar a Square Enix para que diera luz verde a Chrono Resurrection, pero ninguna tuvo efecto. Nathan Lazur, a pesar de su decepción, no guardó resentimientos hacia Square Enix por proteger su propiedad intelectual y declaró que «se siente honrado de siquiera haber sido reconocido» por la compañía. También agregó que para evitar cuestiones legales, los desarrolladores de fangames deberían presentar sus demos pulidos directamente a los publicadores originales, de modo que los productos pueden ser tratados en un «procedimiento comercial más tradicional». Antes de la clausura de Chrono Resurrection, Lazur había declarado que su equipo no tenía planes de hacer nuevas versiones de ningún otro juego tras completar ese y que quería desarrollar un concepto original basado en el Japón feudal.